# Константин Димитриев
Константин Димитриев е участник в Руско-турската война (1877-1878), опълченец в Българското опълчение.

## Биография
Константин Димитриев е роден в село Горна Гращица, Кюстендилско. След обявяване на Руско-турската война в 1877 година постъпва в Българското опълчение, в 3-та Опълченска дружина, 4-та рота, на 1 май 1877 г., в която служи до края на войната. Уволнен е на 24 юли 1878 г. Награден е с медал.